# Afrogarypus senegalensis
Afrogarypus senegalensis es una especie de arácnido del orden Pseudoscorpionida de la familia Geogarypidae.

## Distribución geográfica
Se encuentra en el oeste de África.